# Museu Arqueològic de Samotràcia
El Museu Arqueològic de Samotràcia és un dels museus de Grècia. Es troba a l'illa de Samotràcia, a l'Egeu septentrional.
L'Escola Nord-americana d'Estudis Clàssics fou la institució impulsora d'aquest museu. Es construí entre 1939 i 1955 i entre 1960 i 1961 s'hi afegí una nova ala.

Les col·leccions del museu contenen escultures, monedes i elements arquitectònics procedents del santuari de Samotràcia, així com ceràmica i diversos objectes d'art procedents de l'antiga ciutat. També hi ha una secció de troballes provinents de les necròpolis de l'illa, entre les quals es troben joies d'argent i or, i inscripcions antigues.

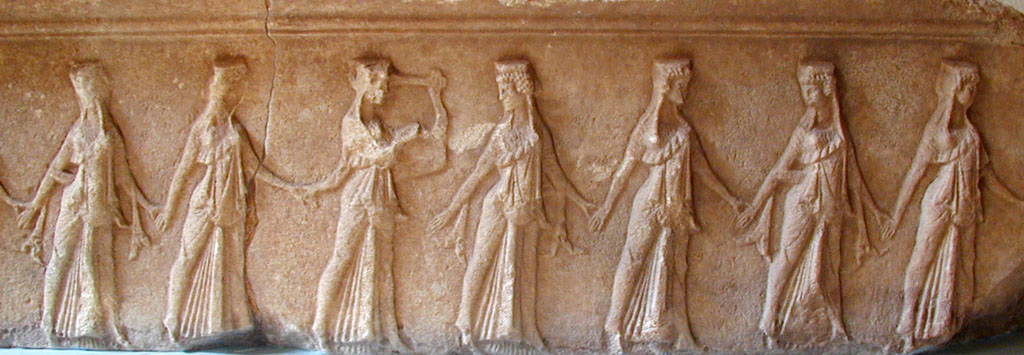
Relleu amb dones dansant (potser les muses)
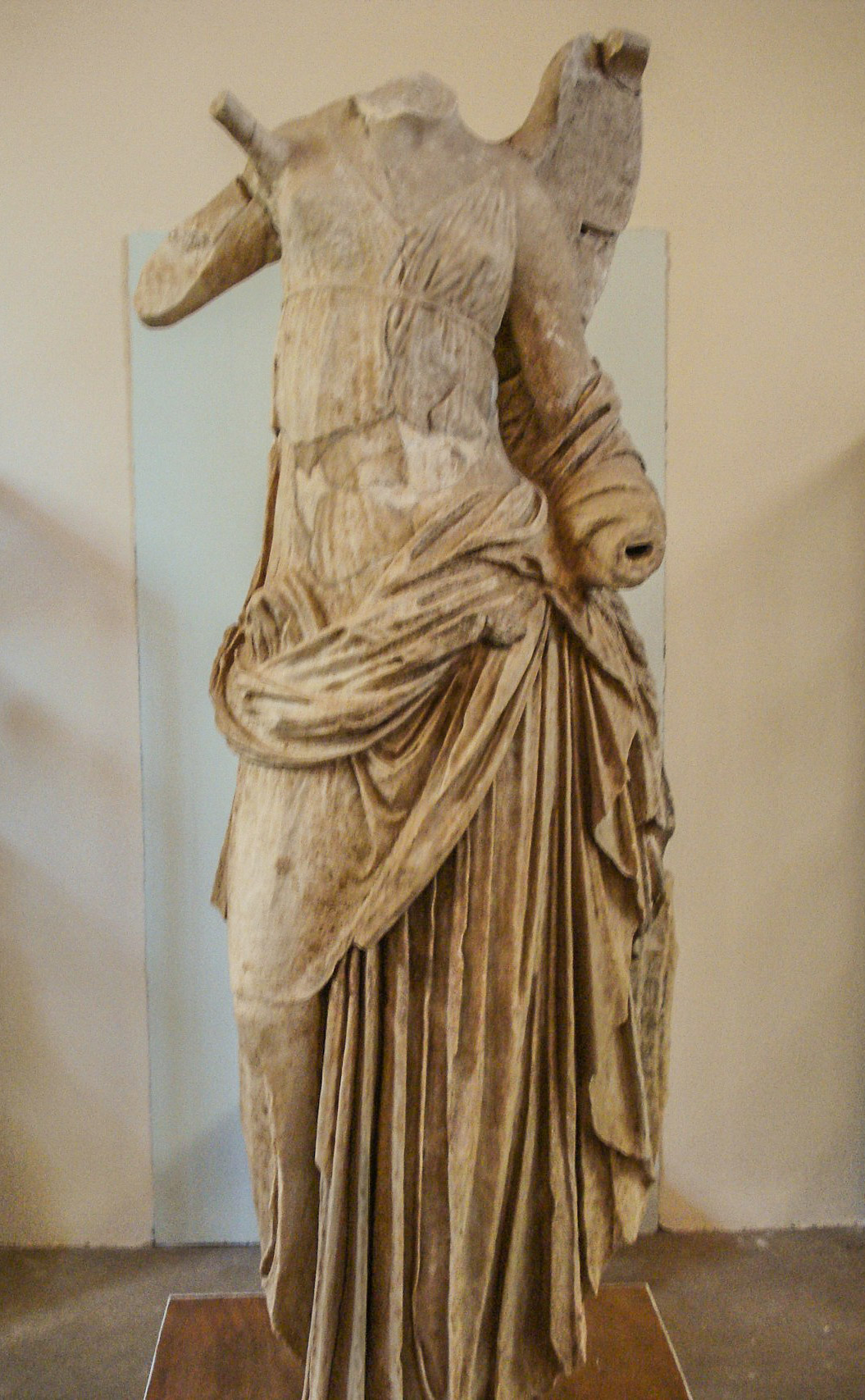
Estàtua de marbre de Nike
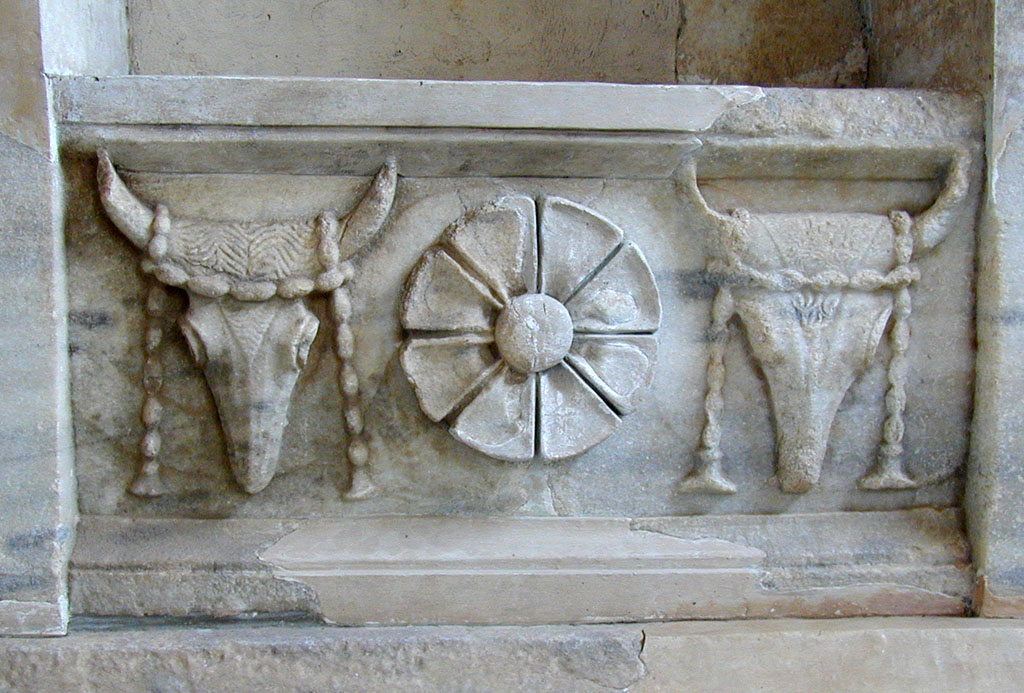
Element arquitectònic del tholos d'Arsínoe, una part del santuari